# Alibori (Fluss)
Der Alibori ist ein rechter Nebenfluss des Niger in Benin. Nach ihm ist das Département Alibori benannt.

## Verlauf
Der gut 400 km lange Fluss entspringt in der nordöstlichen Mitte Benins, an der Grenze der beiden Département Atakora und Donga. Er fließt in nordnordöstliche Richtung. Der Alibori mündet nahe Malanville in den Niger.

## Hydrometrie
Durchschnittliche monatliche Durchströmung des Alibori an der hydrologischen Station an der Straße von Kandi nach Banikoara, bei etwa 2/3 des Einzugsgebietes, gemessen in m³/s.